# مصطفی برزگر گنجی
مصطفی برزگر گنجی (درگذشتهٔ ۲۹ بهمن ۱۴۰۳) سیاستمدار و دادستان عمومی و انقلاب قم بود.
اتحادیهٔ اروپا در ۱۸ مهر ۱۳۹۰ وی را به دلیل نقشی که در نقض گسترده و شدید حقوق شهروندان ایرانی داشته‌، تحریم کرد.

## مواضع دربارهٔ امر به معروف و نهی از منکر و معرفی سگ گردان‌ها به مراجع قضایی
در حمایت از آمران به معروف و نهی از منکر و مصطفی برزگر گنجی، اظهار می‌کند: «مراجع قضایی در برخورد با منکرات به هیچ وجه کوتاهی نمی‌کند و آماده دریافت گزارش‌های مردمی است .» مصطفی برزگر گنجی، دادستان عمومی و انقلاب قم، سگ گردانی را یکی از مصادیق جریحه دار کردن عفت عمومی برمی شمارد و تصریح می‌کند: «به تمامی عوامل انتظامی ابلاغ شده که با سگ‌گردانی برخورد کنند و در صورت مشاهده، عاملان سگ گردانی را به مراجع قضایی معرفی کنند.»

## تحریم اتحادیه اروپا
اتحادیهٔ اروپا طی تصمیم مورخ ۱۸ مهر ۱۳۹۰ (۱۰ اکتبر ۲۰۱۱)، ۲۹ مقام ایرانی از جمله مصطفی برزگر گنجی را به دلیل نقشی که در نقض گسترده و شدید حقوق شهروندان ایرانی داشته‌اند، از ورود به کشورهای این اتحادیه محروم کرد. کلیه دارایی‌های این مقامات نیز در اروپا توقیف خواهد شد.

## موارد نقض حقوق بر
بر اساس بیانیهٔ اتحادیهٔ اروپا، مصطفی برزگر گنجی مسئول بازداشت‌های خودسرانه و شکنجه چندین نفر از مجرمین بوده است. وی در افزایش استفاده از مجازات مرگ مشارکت داشته و کاربرد زور و خشونت را افزایش داده است.

## درگذشت
گنجی در ۲۹ بهمن ۱۴۰۳ درگذشت. 